# The Liberty of Norton Folgate
The Liberty of Norton Folgate is het negende studioalbum van de Britse ska-popband Madness. Het verscheen op 18 mei 2009 en is het eerste album op het eigen label Lucky 7.

## Achtergrond
Na de verdeelde reacties op het coveralbum Madness Presents The Dangermen Sessions Vol. 1 begon de band in 2006 weer aan eigen materiaal te werken. In twee jaar tijd werden 23 nummers geschreven waarvan er vijftien op het album terechtwamen. Het tien minuten lange titelnummer belicht een vergeten stukje Londen dat tot 1900 bij de St. Paul's Cathedral hoorde. In mei 2008 werd een ingekorte versie op YouTube gezet.
Twee maanden later gaf Madness drie concerten in de Hackney Empire. Regisseur Julien Temple maakte een registratie van 64 minuten die op 17 april 2009 werd voorvertoond op het London Independant Film Festival. Ondertussen was het album al te downloaden van het internet en vlak voor de fysieke release kwam de single Dust Devil uit als verlate opvolger van NW5. In de zomer volgde een derde, aangepaste, single; Sugar and Spice. Forever Young werd in januari 2010 de vierde single met als B-kant (naast de verschillende remixen) een cover van de Billy Ocean-hit Love really hurts without you; dit was een restopname uit de Dangermen-periode. Net zoals dat het geval was bij het comebackalbum Wonderful werd de releasedatum met een week uitgesteld en viel de single buiten de hitlijsten.
The Liberty of Norton Folgate daarentegen haalde de vijfde plaats, de hoogste Britse notering sinds 7 uit 1981, en werd bekroond met goud. Ook de muziekbladen waren goed te spreken over het album.